# Nectria pandani
Nectria pandani är en svampart som beskrevs av Tul. & C. Tul. 1865. Nectria pandani ingår i släktet Nectria och familjen Nectriaceae.   Inga underarter finns listade i Catalogue of Life.